# Гірський фінбош та реностервельд
Гірський фінбош та реностервельд (ідентифікатор WWF: AT1203) — афротропічний екорегіон середземноморських лісів та чагарників, розташований в Капських горах у Південно-Африканській Республіці. Він є частиною Капського регіону, одного з найбільш біорізноманітних регіонів планети.

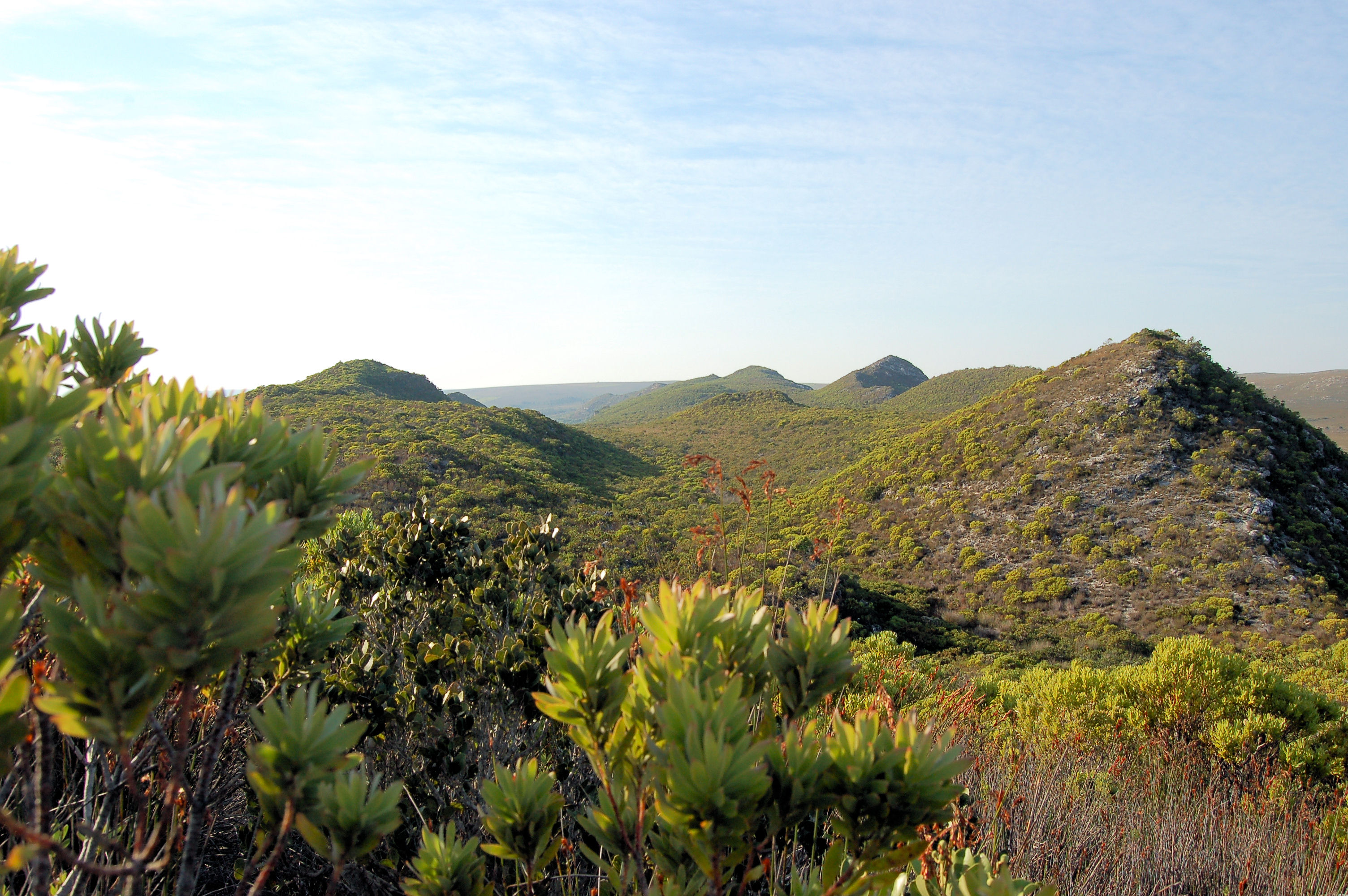
Фінбош у Капських горах

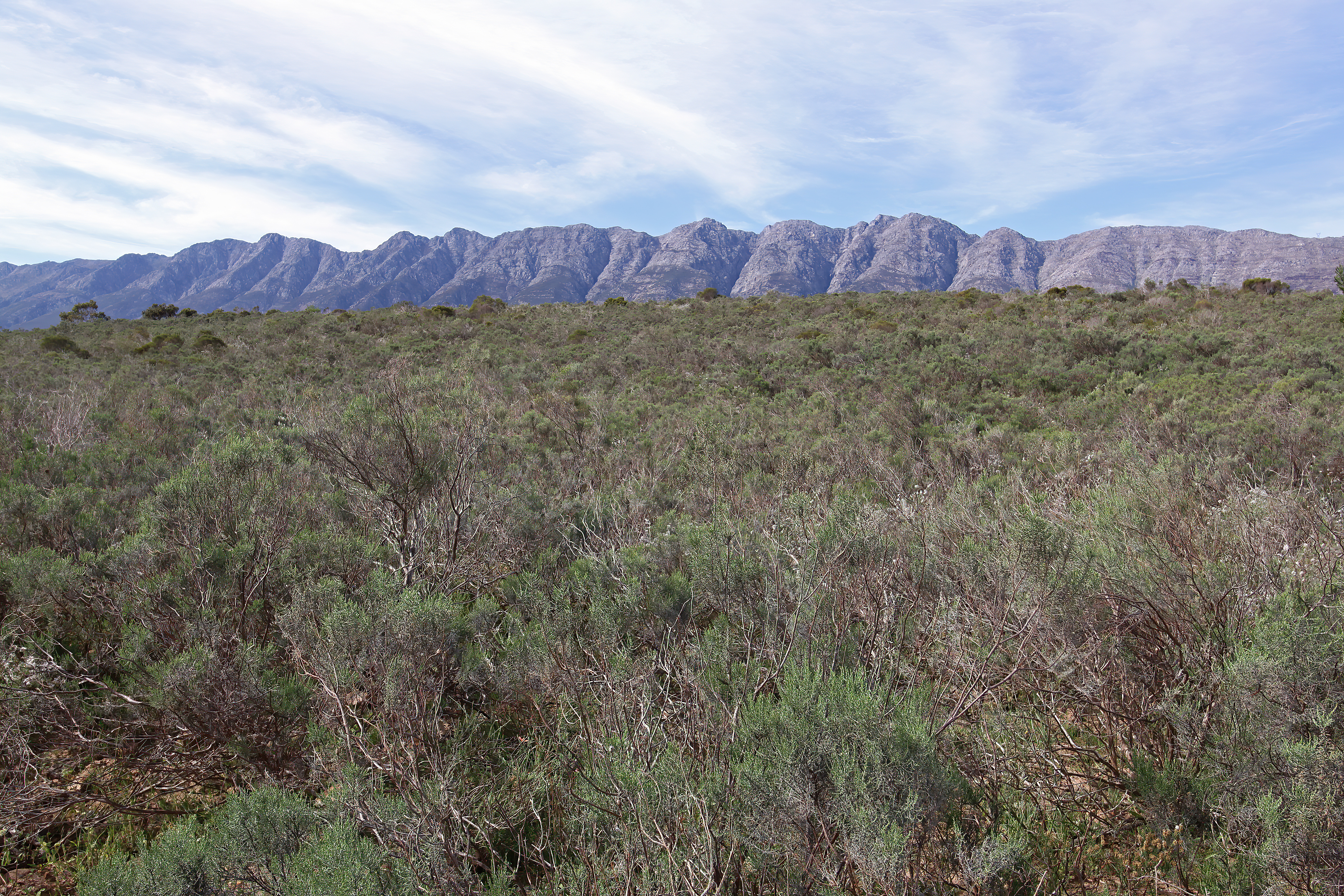
Зарості Elytropappus rhinocerotis (Elytropappus rhinocerotis) у реностервельді

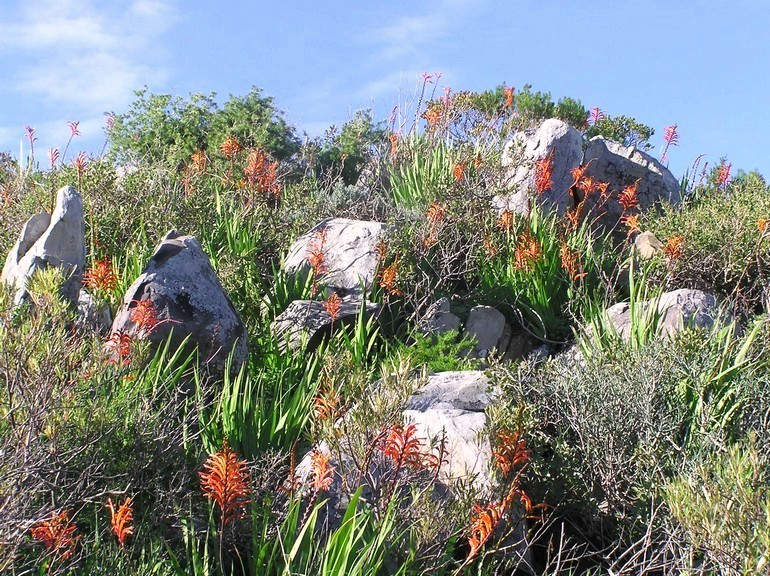
Реностервельд в горах Тигерберг

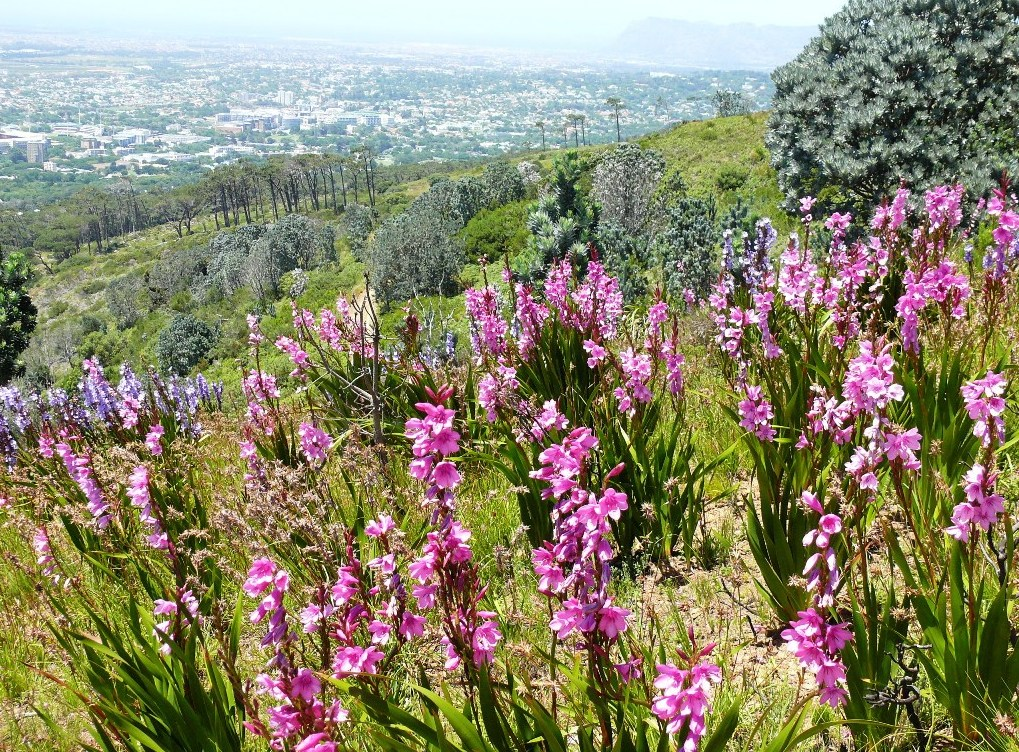
Квітучий фінбош на Пік Диявола (Кейптаун)

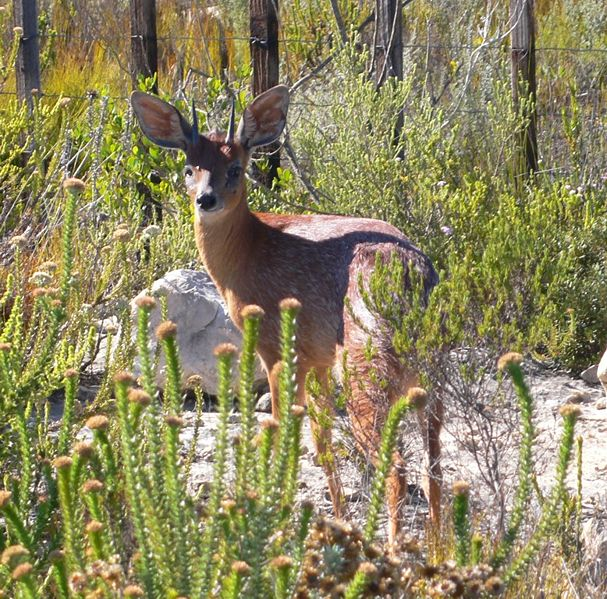
Капський грисбок (Raphicerus melanotis) в заростях фінбошу

## Географія
Екорегіон гірського фінбошу та реностервельду охоплює гірські та височинні райони Капського регіону, розташовані на висоті понад 300 м над рівнем моря. Він переважно розташований в межах Західнокапської та Східнокапської провінцій Південно-Африканської Республіки, а невелика частина на північному заході екорегіону лежить в Північнокапській провінції. На півночі екорегіон переходить у Сукулент-Кару та Нама-Кару, на сході — у хащі Олбані, а на півдні — у низинний фінбош та реностервельд та у гірські ліси Книсни та Аматоле.
Гірський фінбош та реностервельд переважно поширений в Капських горах, а також в деяких частинах Великого Уступу, зокрема у найвищих частинах Роггевельдбергу. Гори Капського складчастого поясу зазвичай розділяють на чотири фізико-географічні регіони:
- Західні гори простягаються на 375 км від Капського півострова на півдні до гір Боккевельд[af] на півночі. Основними гірськими масивами, що входять до цього субрегіону, є Столова гора, яка досягає 1086 м у висоту, гори Когельберг[en] (1269 м), Готтентотс-Голландберге[en] (1590 м), Дютойтсберге[en] (1995 м), Слангхукберге[af] (1630 м), Гроот-Вінтерхукберге[en] (1884 м), Скурвеберг (2071 м), Коубоккевельд[en] (1800 м), Оліфантсріверберг[af] (1015 м), Седерберг (2026 м), Гіфберг[af] (1016 м) та Боккевельд (982 м) (з півдня на північ). Опади в цих горах випадають виключно взимку, а їх кількість значно коливається, від 200 мм на кордоні з екорегіоном Сукулент-Кару на північному сході до 3000 мм на звернених до Індійського океану схилах південних гір.

- Південно-прибережні гори простягаються безперервним гірським ланцюгом довжиною понад 800 км, від Елгінської улоговини[en] на заході до околиць міста Гебеха на сході. Основними гірськими масивами, що входять до цього субрегіону, є Грюнландберг[en] (1201 mм), Ріверсондерендберге[en] (1654 м), Кляйнріверберге[en] (964 м), Лангеберг (1710 м), Утенікваберге[en] (1579 м), Ціцікаммаберге[en] (1675 м), Кугаберге[en] (1757 м), Гроот-Вінтерхукберге[af] (1758 м) та Еландсберг[de] (987 м) (із заходу на схід). На крайньому південному заході Прибережного поясу Капських гір опади переважно випадають взимку, а далі на схід дощі можуть йти протягом всього року. Середньорічна кількість опадів в Прибережному поясі гір коливається від 800 мм до 1500 мм, однак у північних передгір'ях цих гір, звернених до міжгірської западини Малого Кару[nl], вона може становити менше 400 мм.

- Внутрішній пояс Капських гір лежить на північ від басейну Малого Кару і простягається на 400 км із заходу на схід, від Лайнгсбурга[en] до околиць Віллоумора[en]. Основними гірськими масивами, що входять до цього субрегіону, є Віттеберг[en] (1504 м), Кляйн-Свартберг[en] (2325 м), Грут-Свартберг (2085 м) та Бавіансклуфберге[af] (1626 м) (із заходу на схід). Середньорічна кількість опадів тут коливається від 500 мм до 750 мм, однак у внутрішніх передгір'ях вона може становити лише 200 мм, а у високогір'ях — досягати 1000 мм. На крайньому заході субрегіону опади випадають переважно взимку, в а на крайньому сході — навесні та восени. У більшій частині Внутрішнього поясу опади йдуть протягом всього року.

- Комплекс інзельбергів Малого Кару охоплює кілька ізольованих гірських хребтів, розташованих у міжгірській западині Малого Кару, оточеній з півночі горами Внутрішнього поясу, а з півдня — горами Прибережного поясу. Основними гірськими масивами, що входять до цього субрегіону, є Анісберг[en] (1622 м), Вармвотерберг[af] (1350 м), Таусберг (1491 м), Ройберг (1490 м), Гамкаберг[en] (1100 м), Камманассіберг[en] (1955 м) та Антонісберг (1720 м). Середньорічна кількість опадів тут коливається від 400 мм до 750 мм, однак у північних передгір'ях інзельбергів вона може становити лише 200 мм. Дощі йдуть протягом всього року, за винятком крайнього сходу субрегіону, де вони йдуть переважно навесні та восени.

З геологічної точки зору основу Капських гір складають ордовицько-девонські осадові породи Капської супергрупи, у якій кварцитові пісковики Столової та Віттеберзької груп чергуються з дрібнозернистими сланцями Боккевельдської групи. Ці породи накопичувалися у осадовому басейні разом з метаосадовими породами, що належали до груп Мальмсбері, Канго, Каайманс та Гамтоос віком один мільярд років. Рифтогенез, пов'язаний з розпадом Гондвани, оголив ці породи та призвів до формування складчастості, однак з того часу регіон залишався відносно стабільним. Протягом подальшого періоду ерозія стерла колись надзвичайно високі форми рельєфу, перетворивши їх на сучасні стійкі кварцитово-пісковикові гори, водночас призвівши до нового етапу осадонакопичення в розломних басейнах, особливо у крейдовому періоді. М'які сланці Капської супергрупи та залишки крейдових відкладів сформували низькі долини та горбисті рівнини, що примикають до стрімких гір. Внаслідок тривалого періоду ерозії Капські гори не досягають виняткових висот, проте рельєф регіону все одно вражає, оскільки гори дуже стрімко піднімаються над прилеглими низовинами. Іншою, хоча й незначною, особливістю капських ландшафтів є розкидані відслонення докембрійських гранітів, особливо вздовж передгір'їв Західного поясу.
Більшість річок, що беруть свій початок у Капських горах, належать до чотирьох основних річкових басейнів. Найбільшою річкою регіону є Оліфантс, яка бере початок в горах Великого Свартбергу, і разом зі своєю притокою Дорінг тече на захід та впадає в Атлантичний океан. Річка Берг протікає південніше і впадає в затоку Святої Єлени поблизу міста Фелддріф. Найбільшою річкою регіону, що впадає в Індійський океан, є Бріде. Вона протікає повз місто Вустер та впадає в океан біля Вітсанда. На сході екорегіону протікає річка Гауріц, яка утворюється при злитті Гамки та Оліфантса, і разом з притокою Гроот тече на південь, розділяючи Малий Кару навпіл, та впадає в Індійський океан. Річки екорегіону є важливим середовищем існування для ендемічних прісноводних риб, а також важливими міграційними шляхами. Вони спряють обміну флори і фауни між прибережними та внутрішніми районами Південної Африки.

## Клімат
На більшій частині екорегіону переважає напівпустельний клімат (BSh за класифікацією кліматів Кеппена), а на заході регіону — середземноморський клімат (Csb за класифікацією Кеппена). Середньорічна кількість опадів в регіоні коливається від 300 до 2000 мм, хоча у деяких місцевостях на південному заході вона може досягати 3000 мм. В області середземноморського клімату, західніше Голкового мису, опади випадають переважно взимку. Зимові дощі пов'язані з холодними атмосферними фронтами, що формуються в циркумполярній системі західних вітрів. На схід від області середземноморського клімату розподіл опадів менш сезонний. Постфронтальні явища, пов'язані з надходженням вологих повітряних мас з відносно теплого Індійського океану, призводять до того, що дощі йдуть протягом всього року, з піками навесні та восени. Середні температури екорегіону загалом нижчі, ніж температури навколишніх низовин. У високогір'ях часто утворюється іній, а взимку протягом кількох тижнів в горах може лежати сніг. Влітку температура рідко підіймається вище 25 °C, за винятком внутрішніх долин. 

## Флора
Рослинний покрив екорегіону представлений фінбошем та реностервельдом. Склерофільні, вічнозелені, вразливі до пожеж чагарники фінбошу розділяють на чотири типи: рестієвий, вересовий, протеєвий та геофітний. У рестієвому фінбоші переважають вічнозелені очеретоподібні рослини з родини рестієвих (Restionaceae), наявність яких є унікальною діагностичною ознакою фінбошу. У вересовому фінбоші переважають дрібнолисті чагарники з родини вересових (Ericaceae) заввишки 0,5-2 м, завдяки яким фінбош стає зовні подібним до вересових пустищ. У протеєвому фінбоші переважають представники гондванської родини протеєвих (Proteaceae), які відомі своїм ефектним цвітінням і висотою. Протеєві кущі можуть досягати 2-4 м у висоту і є найвищими рослинами фінбошу. Нарешті, у геофітному фінбоші переважають цибулинні рослини та інші геофіти. Ці рослини найбільше помітні після пожеж, а також вирізняються привабливими квітами, внаслідок чого цінуються як декоративні рослини. Фінбош процвітає серед пісковикових гірських скель, на ґрунтах, бідних на поживні речовини. У фінбоші рідко зустрічаються дерева, хоча в Капських горах ростуть гірські кипариси (Widdringtonia nodiflora), а в горах Седерберг — ендемічні седерберзькі кипариси (Widdringtonia wallichii).
Гірський фінбош вирізняється надзвичайно високим флористичним різноманіттям, особливо вираженим на заході регіону, де значна мінливість між різними типами оселищ та вздовж географічних градієнтів призводить до формування надзвичайно складної рослинної мозаїки. Південноафриканський національний інститут біорізноманіття виділяє 30 типів угруповань гірського фінбошу, на розподіл яких впливають три основні градієнти: із заходу на схід, від узбережжя до внутрішніх районів континенту та від підніжжя до високогір'їв. Флора гірського фінбошу змінюється у відповідь на збільшення висоти та відповідно до експозиції  схилів. У захищених долинах зустрічаються інші рослини, ніж на відкритих схилах, а угруповання, що ростуть нижче снігової лінії помітно відрізняються від тих, що ростуть на гірських вершинах. 
Біля підніжжя гір, на глибоких та родючих ґрунтах переважає протеєвий фінбош. Зі збільшенням висоти починає домінувати вересовий фінбош, який росте на вологих, дрібнозернистих, багатих на органічні речовини ґрунтах. На зігрітих сонцем північних схилах поширені неглибокі, сухі ґрунти та росте рестієвий фінбош, рослини в якому мають неглибоке коріння. На більш низьких висотах на північних схилах глибина ґрунту та довжина коріння рестієвих рослин збільшуються. З просуванням від узбережжя вглиб континенту кількість опадів зменшується, і на зміну протеєвому та вересоому фінбошу приходить рестієвий та айстровий або сухий фінбош. В сухому фінбоші домінують вересоподібні чагарники, здатні отримувати вологу з глибоких шарів ґрунту.
Реностервельд, назва якого з африкаансу означає "носороговий вельд", що вказує на нього, як на історичне середовище проживання чорних носорогів (Diceros bicornis), є другим за поширенням типом рослинності регіону. На відміну від фінбошу, у реностервельді відсутні представники родини рестієвих (Restionaceae), а протеєві (Proteaceae) зустрічаються вкрай рідко. Цей тип рослинності складається з невисокого (1-2 м заввишки) чагарникового ярусу, в якому домінують носорогові кущі (Elytropappus rhinocerotis) з родини айстрових (Asteraceae) та різноманітні чагарники з родини вересових (Ericaceae), та з трав'янистого ярусу, який складається з трав та сезонно активних геофітів. Реностервельд найбільш поширений у західних та внутрішніх гірських районах екорегіону, де середньорічна кількість опадів коливається від 250 до 650 мм. Зі збільшенням вологості реностервельд переходить у фінбош, а зі зменшенням — у чагарники сукулентного кару. В Капських горах реностервельд росте на дрібнозернистих, відносно родючих ґрунтах, пов'язаних зі сланцевими відслоненнями, міжгірськими западинами та передгір'ями. Дослідження показують, що межі поширення різних реностервельдних угруповань можуть буть едафічно обумовленими.
Екорегіони гірського та низинного фінбошу та реностервельду разом складають близько 80 % Капського флористичного регіону, найменшого з шести флористичних царств світу. Площа Капського регіону становить близько 90 000 км², що співставно з площею Португалії чи Малаві, однак на цій території росте понад 9000 видів рослин, з яких майже 6000 видів є ендемічними. В екорегіонах гірського та низинного фінбошу та реностервельду зустрічається близько 7000 видів рослин. Регіональне флористичне різноманіття тут є одним з найвищих в усьому світі, за винятком деяких тропічних дощових лісів.
В Капському регіоні зустрічається 526 із понад 740 видів роду Еріка (Erica) та 69 із 112 представників роду Протея (Protea). Регіон є центром різноманіття для ерік (Erica spp.), аспалатусів (Aspalathus spp.) та ще для 11 родів, понад 100 представників кожного з яких ростуть в Капському регіоні. Співвідношення кількості видів, поширених в регіоні, до загальної кількості представників роду для цих родів становить 9,1, що є одним з найвищих показників у світі, більш типовим для острівної, ніж для континентальної флори. Також Капський регіон вирізняється надзвичайним різноманіттям геофітів: у гірському та низинному фінбоші та реностервельді зустрічається близько 1500 видів геофітних рослин, більшість з яких належать до родин Півникові (Iridaceae), Зозулинцеві (Orchidaceae), Холодкові (Asparagaceae) та Амарилісові (Amaryllidaceae).
Близько 80 % видів рослин, поширених у фінбоші та реностервельді, є ендеміками. Це вражаюче високий рівень для континентальної флори: подібні показники були зафіксовані лише для таких островів, як Мадагаскар і Нова Зеландія. Значна, хоч і точно невідома кількість цих ендеміків, є локально поширеними видами, ареал яких обмежений територією площею менше 100 км². Більшість ендемічних видів зустрічаються у фінбоші, хоча місцеві ендемічні геофіти є відносно поширеними у реностервельді, в районах з середземноморським кліматом.
Фізична географія Капських гір відіграє важливе значення у формуванні різноманітних угруповань фінбошу. Оскільки внаслідок ерозії ці гори є середньовисотними, сильний холод не був обмежувальним фактором навіть під час плейстоценових льодовикових періодів, коли середньорічні температури були приблизно на 5 °C нижчими за сучасні. Водночас збільшення кількості орографічних опадів означало, що Капські гори були важливими у компенсації наслідків посушливих періодів. Різноманітний рельєф регіону у поєднанні з едафічними та кліматичними факторами призвів до формування та збереження центрів видового різноманіття у Капських горах.
Іншим важливим фактором, який вплинув на формування високого флористичного різноманіття екорегіону, є запилювачі, особливо комахи. Як приклад можна навести метелика Aeropetes tulbaghia, який запилює щонайменше 15 видів високогірних геофітів з червоними квітками, що цвітуть восени. Більшість рослин, поширених у фінбоші, запилюються комахами, однак для близько 430 видів рослин, поширених в регіоні, характерне птахозапилення. Близько 75 % рослин Південної Африки, пристосованих до запилення комахами, ростуть в екорегіонах фінбошу та реностервельду. Тут також зустрічаються деякі ссавці-запилювачі, що демонструє екологічну подібність між фінбошем та квонганом, поширеним на південному заході Австралії.

## Фауна
Фауна екорегіону включає низку унікальних видів, пристосованих до життя у фінбоші та реностервельді, флора яких характеризується низьким вмістом поживних речовин. Загалом в межах екорегіону зустрічається 127 видів ссавців та 288 видів птахів. Найпоширенішими видами антилоп у Капських горах є капські грисбоки (Raphicerus melanotis), звичайні дуїкери (Sylvicapra grimmia) та антилопи-стрибуни (Oreotragus oreotragus). Також в горах регіону зустрічаються сірі ребоки (Pelea capreolus), руді конгоні (Alcelaphus buselaphus caama), звичайні канни (Taurotragus oryx) та рідкісні, майже ендемічні капські гірські зебри (Equus zebra zebra). Єдиним великих хижаком, поширеним в регіоні, є африканський леопард (Panthera pardus pardus). Внаслідок того, що флора фінбошу бідна на поживні речовини, в регіоні мешкає небагато великих травоїдних тварин, на яких можуть полювати леопарди, і тому ареали проживання окремих леопардів в Капських горах є великими, іноді у десять разів більшими, ніж в савані.
Серед інших ссавців, поширених в екорегіоні, слід відзначити ведмежого павіана (Papio ursinus), медоїда (Mellivora capensis), африканського трубкозуба (Orycteropus afer) та капського дамана (Procavia capensis). Також в Капських горах зустрічається багато дрібних травоїдних ссавців, особливо гризунів, оскільки вони живляться насінням, одним з небагатьох доступних і поживних джерел їжі у фінбоші. Насіння рослин у фінбоші характеризується високою концентрацією азоту, фосфору та калію, що гарантує його проростання у малородючому ґрунті. Іншим важливим джерелом їжі у фінбоші та реностервельді, особливо для павіанів та землекопів, виступають цибулини, бульби та зерна геофітів. Землекопи здатні поїдати токсичні цибулини боофонів (Boophone spp.), амарилісів (Amaryllis spp.) та інших геофітів, зокрема цибулини отруйних капських молочних зірок (Ornithogalum thyrsoides), які здатні вбити людину та худобу.
Серед майже ендемічних ссавців, поширених в екорегіоні, слід відзначити капську колючу мишу (Acomys subspinosus), капського златокрота (Chrysochloris asiatica), капського землекопа (Georychus capensis), мишу Верро (Myomyscus verreauxii) та капську піщанку (Gerbilliscus afra). Раніше в екорегіоні зустрічалися майже ендемічні блакитні шаблероги (Hippotragus leucophaeus) та квагги (Equus quagga quagga), однак внаслідок надмірного полювання антилопи вимерли до 1800 року, а квагги — у 1850-х роках.
Різноманіття орнітофауни в екорегіоні не дуже велике, тому що структурно однорідна рослинність фінбошу та реностервельду пропонує мало екологічних ніш та мало високоякісної їжі, такої як соковиті фрукти чи великі комахи. Серед поширених в регіоні птахів слід відзначити сірокрилого турача (Scleroptila afra), рудокрилого турача (Scleroptila levaillantii), саванового яструба (Accipiter minullus), бокмакірі (Telophorus zeylonus), червоногруду маріку (Cinnyris afer), південну маріку (Cinnyris chalybeus), малахітову нектарку (Nectarinia famosa), капську очеретянку (Sphenoeacus afer), акацієву синицю (Melaniparus afer), плямистогруду принію (Prinia maculosa), товстодзьобого вайдага (Euplectes capensis), іржастощокого ткачика (Ploceus capensis), акацієвого щедрика (Crithagra sulphurata) та лісового щедрика (Crithagra scotops).
Майже ендемічними представниками екорегіону, які також зустрічаються у низинному фінбоші та реностервельді, є капські триперстки (Turnix hottentottus), капські бюльбюлі (Pycnonotus capensis), великі скельники (Chaetops frenatus), буроволі цукролюби (Promerops cafer), рудохвості куцокрили (Cryptillas victorini), капські нектарки (Anthobaphes violacea), світлокрилі щедрики (Crithagra leucoptera) та капські щедрики (Crithagra totta). Ці спеціалісти з фінбошу часто мають гнучку харчову поведінку, що дозволяє їм краще використовувати доступні джерела їжі. Так, капські нектарки зазвичай зустрічаються у низинному фінбоші з осені до весни, де вони харчуються нектаром протеєвих рослин, але влітку, коли на великих висотах цвітуть еріки (Erica spp.), вони мігрують в Капські гори. Приблизно третина птахів, зареєстрованих в екорегіонах фінбошу та реностервельду, не є місцевими мешканцями та жодним чином не використовують ресурси фінбошу. Ці птахи з'явилися тут протягом останніх 100 років, а багато з них — лише за останні 50 років, як результат зміни природного середовища людьми. Вони повністю залежать від змінених природних середовищ.
Капський регіон є домом для 109 видів плазунів, з яких 19 видів (17,4 %) є ендемічними. Особливо вражає високе різноманіття наземних черепах, яких в Південно-Африканській Республіці мешкає більше, ніж у будь-якій іншій країні світу. Незважаючи на відносно низьке різноманіття земноводних (38 видів), вони демонструють високий ендемізм: близько половини з них є ендеміками регіону. Екорегіон також є центром ендемізму для прісноводних риб, поширених у річкових системах Оліфантсу, Бергу, Бріде та Гауріцу.
Безхребетна фауна екорегіону характеризується філогенетичною давністю: багато видів, поширених тут, є реліктами Гондвани. Як приклад можна навести прісноводних ракоподібних (Phreatoicidea, Paramelitidae та унікальних Spelaeogriphus lepidops, що живуть в печерах), косариків (Triaenonychidae), двокрилих (Pachybates, Trichantha, Peringueyomina), великокрильців, вуховерток, цикадок з триби Cephalelini, волохокрильців та різноманітних жуків, зокрема представників роду Colophon з родини рогачів.

## Збереження
Через свою важкодоступність та низький сільськогосподарський потенціал екорегіон гірського фінбошу та реностервельду зазнав меншого втручання людини, ніж його низинний сусід. Лише 9,1 % площі гірського фінбошу та 11,7 % площі гірського реностервельду були перетворені на сільськогосподарські угіддя та лісові насадження. Природоохоронний статус екорегіону є одним із найкращих у Південно-Африканській Республіці. Основними загрозами для збереження природи регіону є поширення інвазивних дерев та кущів, збір дикорослих рослин, таких як ройбуш (Aspalathus linearis) та медовий чай (Cyclopia), а також глобальні зміни клімату, які, ймовірно, матимуть серйозний негативний вплив на біорізноманіття фінбошу, враховуючи специфічні вимоги багатьох ендемічних рослин до умов навколишнього середовища.
Близько 35,41 % площі екорегіону є заповідними територіями. Природоохоронні території включають: Національний парк Намаква, Національний парк Столової гори, Національний парк Ціцікамма, Природний заповідник Анісберг, Природний заповідник Седерберг, Природний заповідник Тигерберг, Гроот-Вінтерхукський природний заповідник, Природний заповідник Боосмансбос, Природний заповідник Гроотвадерсбос та Бавіансклуфський мегазаповідник.